# Deathstroke
Deathstroke (Slade Joseph Wilson) este un răufăcător⁠(d) care apare în cărțile de benzi desenate americane⁠(d) publicate de DC Comics. Creat de Marv Wolfman⁠(d) și George Pérez⁠(d), personajul a debutat în The New Teen Titans #2 în decembrie 1980 sub numele Deathstroke the Terminator.
Descris drept unul dintre cei mai periculoși și constisitori asasini din universul DC⁠(d), Deathstroke este inamic atât al grupurilor de supereroi Tinerii Titani, Titans și Liga Dreptății, cât și al unor supereroi precum Dick Grayson⁠(d) (adevărata identitate a lui Robin, iar mai târziu Nightwing⁠(d)), Batman și Green Arrow. Acesta este tatăl lui Jericho⁠(d), Respawn⁠(d) și Ravager⁠(d). Un asasin de rangul întâi, Deathstroke intră adesea în conflict cu membrii comunității de supereroi și cu cei ai familiei sale, între acesta și cei din urmă existând o relație tensionată.
Personajul a fost clasat pe locul 24 în lista celor mai mari răufăcători ai tuturor timpurilor alcătuită de revista Wizard⁠(d) și pe locul 32 în lista IGN a celor mai mari răufăcători din benzile desenate. Deathstroke a apărut în numeroase seriale de televiziune animate, în majoritatea fiind adversarul lui Batman. Vocea personajului a fost realizată de Ron Perlman în serialul Tinerii Titani. În proiecte live-action, acesta a fost interpretat de Manu Bennett⁠(d) în emisiunea de televiziune Arrow, de Esai Morales în cel de-al doilea sezon⁠(d) al serialului Titans⁠(d) și de Joe Manganiello⁠(d) în filmul DC Extended Universe⁠(d) Liga Dreptății și în versiunea regizorală.

## Publicații
„Deathstroke the Terminator” a fost creat de Marv Wolfman și George Pérez, fiind introdus pentru prima dată în The New Teen Titans #2 din decembrie 1980.
Datorită popularității sale, Deathstroke a primit propria sa carte de benzi desenate intitulată Deathstroke the Terminator în 1991. A fost redenumită Deathstroke the Hunted pentru numerele #0 și #41–45, iar apoi Deathstroke pentru numerele #46–60. Aceasta a fost anulată odată cu numărul 60. În total, Deathstroke a cuprins 65 de numere (#1–60, plus patru anuale și un număr special #0).
Ca urmare a incidentului din DC Universe: Last Will and Testament, Deathstroke apare într-una dintre cele patru evenimente Faces of Evil⁠(d) scrise de David Hine⁠(d). Conform acestuia, toate personajele din seria Faces of Evil au fost selectate datorită potențialului lor.
Cu toate că personajul din Deathstroke the Terminator precede cu patru ani filmul Terminatorul de James Cameron, personajul Slade Wilson este în prezent denumit Deathstroke. Titlul său nu a ieșit complet din uz, fiind menționat recent în Justice League Elite⁠(d).

## Biografia personajului
La vârsta de 16 ani, Slade Wilson s-a înrolat în Armata Statelor Unite. După ce a luat parte la operațiunile militare din timpul războiul coreean, a fost repartizat în tabăra Washington și promovat la gradul de maior. La începutul anilor 1960, l-a întâlnit pe căpitanul Adeline Kane⁠(d), însărcinată cu predarea unor noi tehnici de luptă soldaților recent înrolați. Impresionată de iscusința și adaptabilitatea sa, Kane s-a îndrăgostit de Slade și a realizat repede că era fără îndoială unul dintre cei mai experimentați luptători pe care i-a întâlnit. Aceasta i-a predat în privat tehnicile războiului de gherilă, iar în mai puțin de un an, Slade a stăpânit toate formele de luptă expuse și a fost avansat la gradul de locotenent colonel. Șase luni mai târziu, cei doi s-au căsătorit, iar Kane a rămas însărcinată. La scurt timp după, Slade a fost trimis să lupte în  Vietnam. În timpul operațiunilor din Vietnam, acesta a fost salvat de membrul  SAS Wintergreen⁠(d).
În cadrul unui experiment secret, armata i-a administrat un medicament care să-i permită utilizarea a 90% din capacitatea creierului în încercarea de a crea soldați metaumani⁠(d); acesta i-a oferit puteri fizice sporite, capacitatea de regenerare și superintuiție. După încheierea experimentului, Deathstroke a devenit mercenar și l-a salvat pe Wintergreen de la o moarte sigură, fiind trimis într-o misiune sinucigașă de un ofițer care îi purta pică. Slade nu a dezvăluit adevărata sa carieră familiei sale, deși soția sa era un instructor militar cu experiență.
Criminalul Jackal⁠(d) i-a luat ostatic fiul cel mic, Joseph Wilson,⁠(d) pentru a-l forța pe Slade să divulge numele unui client care l-a angajat ca asasin. Acesta a refuzat, considerând dezvăluirea o încălcare a codului său personal de onoare. În cele din urmă, i-a atacat și ucis pe răpitori. Din păcate, gâtul fiului său a fost despicat de unul dintre criminali, fapt care i-a distrus corzile vocale și l-a lăsat mut.
Înfuriată de cele întâmplate, Adeline a încercat să-l împuște pe Slade, însă a reușit să-i distrugă doar ochiul drept. Acesta nu a fost demoralizat de pierderea vederii, jumătatea de culoare neagră a măștii acoperind partea afectată a feței sale. În versiunile fără mască, Slade poartă un plasture pe ochiul drept.

### Tinerii Titani
Unul dintre inamicii principali ai echipei Tinerii Titani, Slade a intrat pentru prima dată în contact cu aceștia când fiul său Grant, înzestrat cu puteri supraomenești de organizația H.I.V.E.⁠(d), a acceptat un contract pentru uciderea sau capturarea membrilor grupului. După moartea lui Grant, Slade a fost de acord să finalizeze contractul. Dupa ce a furat elementul Promethium din S.T.A.R. Labs⁠(d), acesta i-a răpit pe Titani și voia să testeze bomba cu promethium pe aceștia pentru a le demonstra potențialilor cumpărători că merită achiziționată. Aceștia reușesc să scape și porneasc pe urmele lui Deathstroke, însă renunță când Beast Boy⁠(d) este rănit.
Deathstroke reapare în New York și ia ostatici mai mulți oficiali în încercarea de a-i atrage pe Titani, Terra⁠(d), un nou aliat al grupului, și Beast Boy fiind singurii membri care ajung la fața locului. Terra luptă de una singură cu Deathstroke în încercarea de a demonstra că merită să devină membră a Tinerilor Titani. Acesta părăsește zona înainte de sosirea celorlalți membri. Mai târziu, se dezvăluie că Terra și Deathstroke au simulat conflictul în încercarea de a se infiltra în echipă.

### The Judas Contract
În timpul evenimentului The Judas Contract, titanii îi dezvăluie în cele din urmă Terrei identitățile lor secrete. Odată intrat în posesia acestora informații, Slae le-a utilizat pentru a subjuga sistematic fiecare membru, profitând de momentele lor de slăbiciune. Donna Troy⁠(d) a fost gazată în studioul ei foto; Best Boy a fost anesteziat cu ajutorul unor plicuri contaminate, în timp ce răspundea la scrisorile fanilor; Cyborg⁠(d) a fost electrocutat în propriul apartament; puterile lui Starfire⁠(d) au fost suprimate cu un dispozitiv special, iar Raven⁠(d) a fost învinsă de Terra. Nightwing⁠(d), ultimul membru liber al Tinerilor Titani, descoperă că toți aliații săi au fost capturați. Acesta este confruntat de Deathstroke, însă reușește să scape. Odată ajuns la Titans Tower, o întâlnește pe fosta soție a lui Slade și pe fiul acestuia; aceasta îi dezvăluie că Terra este o trădătoare, cum au fost capturați toți partenerii săi și originea lui Deathstroke.
Pentru a-i învinge pe Deathstroke și H.I.V.E., Nightwing formează o alianță de scurtă durată cu Jericho (Joseph Wilson). În timpul conflictului, Slade își recunoaște fiul și ezită să-l atace. Jericho îi posedă trupul și îi eliberează pe ceilalți titani, iar după moartea Terrei, Slade este luat în custodie.
Slade este judecat pentru crimele sale, însă procesul este sabotat în mod deliberat de Beast Boy, acesta dorind să-l elimine, deoarece îl considera  responsabil pentru trădarea Terrei. Deși Deathstroke a acceptat să-l înfrunte, acesta s-a prezentat la luptă fără costum. Beast Boy a refuzat să lupte împotriva sa, iar aceștia au început să vorbească despre relația sa cu Terra. Conștient că alegerile Terrei n-au fost influențate de Slade, acesta l-a lăsat să plece, iar Slade a revenit în Africa alături de Wintergreen⁠(d).

### Titans Plague
Câteva luni mai târziu, Slade i-a întâlnit din nou pe titani, în timp ce investigau o suită de atacuri și dispariții misterioase. Donna Troy este atacată de un grup de creaturi ciudate și abia supraviețuiește conflictului. În același timp, Gar Logan⁠(d), aflat la o strângere de fonduri împreună cu tatăl său, îl recunoaște pe Slade în public. Pornește în urma sa și descoperă că acesta încearcă să-l ucidă pe Walter Lanier, gazda strângerii de fonduri; îl oprește pe Deathstroke, dar este surprins când Lanier se transformă într-o creatură zburătoare. Slade le dezvăluie titanilor că este responsabil de traficul de droguri care îi transforma pe oameni în astfel de creaturi, dar a realizat acest lucru mult prea târziu. După ce Jericho și Raven sunt contaminați, acesta îi ajută pe titani să distrugă creaturile și să descoperă un leac pentru epidemie.

### Titans Hunt
Slade a venit din nou în ajutorul titanilor în timpul evenimentului Titans Hunt. După ce toți membrii grupul au început să dispară brusc la fel ca în povestea Judas Contract, Mento⁠(d) - membru al echipei Doom Patrol⁠(d) - îl angajează pe Deathstroke să-i găsească pe titanii dispăruți. În cele din urmă, acesta și  Nightwing descoperă că răpirile au fost puse la cale de Wildebeest Society⁠(d), iar liderul lor este tocmai Jericho, membru al Tinerilor Titani și fiul lui Deathstroke.
Se dezvăluie că Jericho este posedat de sufletele pervertite ale lumii paralele Azarath⁠(d), acestea folosindu-l pentru a-i captura pe titani și a le transforma trupurile în gazde fizice necesare supraviețuirii lor. În timpul transferului, spiritul lui Jericho a reapărut pentru scurt timp și și-a implorat tatăl să-l ucidă. Dispus să-și scutească fiul de suferință și să-i salveze pe ceilalți titani, Slade l-a înjunghiat în inimă pe Jericho.
Slade și-a continuat viața de mercenar, dar a acționat în unele momente ca aliat al titanilor; de exemplu, în cadrul evenimentului Total Chaos, când Team Titans⁠(d) a călătorit în secolul al XX-lea pentru a împiedica nașterea fiului lui Donna Troy, viitorul despot tiranic Lord Chaos⁠(d). În același timp, Slade a întâlnit-o pe fosta polițistă Pat Trayce, viitorul antierou Vigilante⁠(d).

### NightwingșiBirds of Prey
Deathstroke a apărut în Nightwing (vol. 2) #23 ca adversar al supereroilor Black Canary și Conner Hawke⁠(d) în cadrul evenimentului crossover „Brotherhood of the Fist”, element al arcului narativ al cărții No Man's Land⁠(d).
De asemenea, a apărut în Birds of Prey #22–24, fiind trimis de Blockbuster⁠(d) în Gorilla City⁠(d) pentru a obține o inimă de maimuță. Acesta este insoțit de Lady Vic⁠(d), Grimm și Black Canary.

### Identity Crisis
În miniseria Identity Crisis⁠(d), Deathstroke a devenit gara de corp a criminalului Doctor Light⁠(d), suspectat de uciderea lui Sue Dibny⁠(d) de către Liga Dreptății. Deathstroke a reușit să-i invingă pe Elongated Man⁠(d), Flash⁠(d), Zatanna⁠(d), Hawkman⁠(d), Green Arrow, Black Canary, Atom⁠(d) și Green Lantern⁠(d). A eliminat în mod sistematic fiecare membru al grupul, cu excepția lui Rayner; deși a avut voința suficient de puternică încât să absoarbă energia inelului său, Green Arrow i-a înfipt o săgeată în orbita ochiului drept, iar Slade a luat-o razna. Acesta l-a atacat pe Green Arrow, abandonându-și astfel strategia bine pusă la punct, și a fost imobilizat de ceilalți membri ai echipei. Dr. Light și-a folosit puterile pentru a scăpa împreună cu Deathstroke. Spre finalul Identity Crisis, Green Arrow observă reflexia lui Slade în ferestrele unei clăiri din apropiere, însă nu reușește să-l găsească. În schimb, descoperă masca lui Deathstroke și un bilet prins de perete cu săgeata pe care i-a înfipt-o în orbita dreaptă. Mesajul de pe bilet - „Aceasta îți aparține - nu s-a terminat”.

## Caracterizare

### Descrierea lui Christopher Priest
Priest l-a caracterizat pe Slade Wilson în cadrul seriei sale DC Rebirth⁠(d) ca fiind un asasin profesionist care ucide pentru bani și își folosește toate resursele pentru a angaja avocați capabili să împiedice oamenii legii și alte entități secrete din a descoperi că Slade Wilson și Deathstroke sunt unul și aceeași persoană. Priest îl descrie drept steril emoțional, acesta dorind să fie aproape de copiii săi, însă nu poate crea o relație sentimentală cu aceștia și, prin urmare, este un părinte nepriceput, puternic afectat de trecutul său. De asemenea, Priest recunoaște că versiunea sa este mai laconică decât alte versiuni ale personajului. În calitate de asasin, Deathstroke a dus la bun sfârșit majoritatea contractelor și este cunoscut pentru acest lucru, singurul său contract neîndeplinit fiind cel împotriva Tinerilor Titani.

## Puteri și abilități
Un soldat excepțional din forțele speciale⁠(d), Slade Wilson a fost selectat ieșit în evidență datorită abilităților sale impresionante de care a dat dovadă ca soldat decorat al armatei americane. După adminsitrarea unor droguri experimentale care urmau să-l transforme într-un supersoldat, abilitățile sale fizice și mentale au fost îmbunătățite, iar forța, viteza, anduranța, inteligența și intuiția sa au devenit supraomenești. Christopher Priest⁠(d) susține că abilitățile fizice ale personajului sunt similare cu cele ale Căpitanului America. Deathstroke posedă abilitatea de regenerare rapidă, fiind capabil să-și vindece rănile într-un ritm accelerat, însă nu-și poate reface organele sau ochiul lezat. Această regenerare încetinește progresul de îmbătrânire și îl face imun la toxine. De asemenea, personajul are o memorie eidetică⁠(d). Inițial s-a declarat că  Deathstroke poate folosi 90% din capacitatea creierului său, însă această putere a fost eliminată ulterior, deoarece s-a susținut că o astfel de abilitate l-ar transforma într-un telepat. Totuși, abilitatea a fost revizuită⁠(d) în așa fel încât să explice faptul că Deathstroke procesează informațiile de nouă ori mai eficient decât o persoană obișnuită.
Pe lângă puterile sale supraomenești, Slade Wilson este considerat un maestru tactician și strateg de nivelul lui Batman, specializat în utilzarea tacticilor specifice războiului psihologic împotriva dușmanilor săi. Acesta stăpânește numeroase stiluri de arte marțiale, iar în unele povești, Deathstroke este mai puternic decât Batman și a reușit să-l înfrângă de mai multe ori. Datorită pregătirii sale militare și puterilor supraomenești, Deathstroke este considerat drept cel mai de temut și mortal asasin din lume (alături de personaje precum Lady Shiva⁠(d) și Bronze Tiger⁠(d)).